# 阿马杜·阿里
阿马杜·阿里（法語：Amadou Ali，1943年—2022年9月27日），喀麦隆政治人物，前副总理。

## 生平
1943年生于科洛法塔。1985年至1997年，任国防部国务秘书。1996年至1997年，兼任总统府秘书长。1997年至2001年，任总统府负责国防事务的部长级代表。2001年至2011年，任司法部长。2011年，任议会关系部长。2004年至2019年，担任副总理。
2014年7月27日早晨，他在科洛法塔的住所遭遇武装分子袭击并被绑架，其中包括他的妻子，另有多名喀麦隆人死亡。同年10月11日，在被绑架近5个月后，他的妻子和10名中国工人获释。
2022年9月27日在首都雅温得逝世。